# Florida (ort i Colombia, Valle del Cauca, lat 3,32, long -76,23)
Florida är en ort i Colombia.   Den ligger i departementet Valle del Cauca, i den centrala delen av landet, 280 km sydväst om huvudstaden Bogotá. Florida ligger 1 043 meter över havet och antalet invånare är 47 173.
Terrängen runt Florida är varierad. Runt Florida är det ganska tätbefolkat, med 155 invånare per kvadratkilometer. Florida är det största samhället i trakten. I omgivningarna runt Florida växer i huvudsak städsegrön lövskog.